# الدبيبة عبد الله
الدبيبة عبد الله:-
الدبيبة عبد الله قرية تقع في ولاية الجزيرة محلية الكاملين جنوب مدينة الخرطوم ويبلغ عدد سكانها قرابه ال(10000)عشرة الف نسمة 
يوجد بالدبيبة عبد الله العديد من القبائل ولكن اغلب سكانها من( الدباسين   ).
يوجد بها مدرستين للاساس  وواحدة للثانوي.
يوجد بها أربعة مساجد وثلاثة ابار ارتوازية توز ع المياه لجميع القرية ومركز صحى يخدم القرية والقري المجاورة كما أنه يوجد بالقرية (مجمع إسلامي يحفظ القرآن الكريم والحديث الشريف وكل الدراسات الإسلامية ويفد إليه الطلاب من كل انحاء السودان وبالاخص اقليم دارفور)
يوجد بالقرية ثلاثة اندية كرة قدم وهي (النصر _السهم  _الزهرة).
يعمل سكان الدبيبة بالتجارة والزراعة وتربية المواشي وكثير منهم موظفين وأطباء ومهندسين وكثير من أبناء القرية يعملون في مهنة التدريس سواء في مدارس القرية والقرى المجاورة وجميع انحاء الوطن الكبير كما انا يعمل معظمهم خارج السودان في(السعودية وقطر  والإمارات وليبيا والكويت)